# Albrecht II. (Braunschweig-Grubenhagen)
Albrecht II., Herzog zu Braunschweig-Lüneburg  (* 1. November 1419; † 15. August 1485) war Fürst von Grubenhagen, regierte von 1440 bis zu seinem Tod 1485.

## Leben
Albrecht II. war dritter Sohn des Herzogs Erich I., Enkel des Herzogs Albrecht I., war bei dem am 27. Mai 1427 erfolgten Tod seines Vaters noch minderjährig, weshalb Herzog Otto der Jüngere von Grubenhagen-Osterode bis 1440 die Vormundschaft über ihn und seine Brüder Heinrich und Ernst übernahm. Danach regierten die drei Brüder bis zum Tode Heinrichs, 1464, gemeinschaftlich, wie es in der grubenhagenschen Linie Tradition war.
Nach Heinrichs Tod übernahm er, da Ernst verzichtete und Geistlicher wurde, die Regierung und die Vormundschaft über Heinrichs gleichnamigen Sohn. Albrecht II. wurde mehrmals in Fehden verwickelt. So geriet der Herzog Wilhelm der Jüngere von Göttingen im Jahr 1477 mit Einbeck in Streit und lagerte im Jahr 1479 mit seinem Heer vor der Stadt. Die Bürger Einbecks zogen ihm auf freiem Feld entgegen; Herzog Wilhelm lockte die Gegner in einen Hinterhalt und brachte ihnen eine vollständige Niederlage bei. Mehr als 300 Einbecker sollen, wie die Chronisten berichten, getötet und über 800 gefangen genommen und nach Wilhelms Burg Hardegsen gebracht worden sein. Während die Herzöge Wilhelm und Albrecht am 5. Dezember 1479 in Göttingen ihren Streit beilegten, ohne dass es zwischen beiden zu einem Kampf gekommen war, mussten die Einbecker ihre gefangenen Mitbürger mit 30.000 Gulden auslösen und sich in Wilhelms Schutz begeben.
Nachdem sein Mündel Heinrich im Jahr 1479 Volljährigkeit erreicht hatte, einigten sich Onkel und Neffe über die Herrschaft ihrer Länder. Albrecht behielt das Schloss Herzberg und die Burg Osterode, während Heinrich die Heldenburg erhielt. Die Burg Grubenhagen und die Städte Osterode und Einbeck wurden gemeinschaftlich regiert.
Albrecht war mit Elisabeth, Tochter des Grafen Wolrad von Waldeck verheiratet, welche ihm drei Söhne und eine Tochter Sophie, welche mit 6 Jahren verstarb, gebar. Von den Söhnen starb Ernst bald nach des Vaters Tod, Philipp folgte in der Regierung und Erich wurde Bischof von Osnabrück und Paderborn, im Jahr 1532 auch zum Bischof von Münster gewählt, starb aber, ehe er bestätigt wurde, am 14. Mai desselben Jahres.
Albrecht liegt in Osterode begraben.